# Andrea Oliveira
Andrea Oliveira (Porto, 1979) é uma actriz portuguesa conhecida por atuar em alguns séries e telenovelas da RTP. Em 1999, interpretou uma empregada em Os Lobos. Anteriormente, foi Lila Andrade em Os Andrades (primeira e segunda temporadas, 1994 e 1997) e Patrícia, em  Desencontros, 1994–1995.

## Televisão
- Os Andrades RTP 1994 'Lila Pereira Andrade' - Temporada 1
- Desencontros RTP 1994/1995 'Patrícia'
- Os Andrades RTP 1996 'Lila Pereira Andrade' - Temporada 2
- Vidas de Sal RTP 1996 'Luísa'
- Os Lobos RTP 1998 'empregada'